# والتر سیکرت
والتر ریشارد سیکِرت (انگلیسی: Walter Richard  Sickert؛ ۳۱ مه ۱۸۶۰ – ۲۲ ژانویه ۱۹۴۲) نقاش و چاپگر اهل آلمان و از اعضای گروه پست-امپرسیونیستیِ «کامدن تاون» لندن بود. سیکرت شخصیتی جهان‌وطن با روحیه‌ای نامتعارف بود و عموماً صحنه‌های زندگی شهری و مردم عادی را موضوع نقاشی‌های خود قرارمی‌داد.
سهم او در گذار هنر از امپرسیونیسم به دورهٔ مدرن به‌ویژه در شیوهٔ نقاشی بریتانیایی قابل توجه است.